# Uvaria glabra
Uvaria glabra este o specie de plante angiosperme din genul Uvaria, familia Annonaceae, descrisă de Johan Baptist Spanoghe. Conform Catalogue of Life specia Uvaria glabra nu are subspecii cunoscute.